# Axestotrigona richardsi
Axestotrigona richardsi là một loài Hymenoptera trong họ Apidae. Loài này được Darchen mô tả khoa học năm 1981.